# إيكاريس
إيكاريس هو شخصية خيالية في مارفل كومكس من ابتكار جاك كيربي، ظهرت لأول مرة في يوليو 1976.